# Campoctonus townesi
Campoctonus townesi là một loài tò vò trong họ Ichneumonidae.